# Hamuliakovo
Hamuliakovo este o comună slovacă, aflată în districtul Senec din regiunea Bratislava. Localitatea se află la altitudinea de 128 m deasupra n.m., se întinde pe o suprafață de 10,95 km2 și în 2017 număra 2.057 de locuitori.
Localitatea este înfrățită cu Kerekegyháza.

## Istoric
Localitatea Hamuliakovo este atestată documentar din 1242.

## Demografie
| An:                | 1994 | 2004    | 2014    | 2024    |
| ------------------ | ---- | ------- | ------- | ------- |
| Număr de persoane: | 778  | 1108    | 1674    | 3036    |
| Diferență:         |      | +42,41% | +51,08% | +81,36% |

| An:                | 2023 | 2024   |
| ------------------ | ---- | ------ |
| Număr de persoane: | 2927 | 3036   |
| Diferență:         |      | +3,72% |